# Гроттаццоліна
Гроттаццоліна, Ґроттаццоліна (італ. Grottazzolina) — муніципалітет в Італії, у регіоні Марке,  провінція Фермо.
Гроттаццоліна розташована на відстані близько 165 км на північний схід від Рима, 60 км на південь від Анкони, 11 км на південний захід від Фермо.
Населення — 3363 особи (2014).
Щорічний фестиваль відбувається 5 червня. Покровитель — Santa Petronilla.

## Демографія
Населення за роками:

Станом на 1 січня 2023 року в муніципалітеті офіційно проживало 399 іноземців з 34 країн, серед них 85 громадян країн Євросоюзу та 2 громадяни України.

## Сусідні муніципалітети
- Бельмонте-Пічено
- Фермо
- Мальяно-ді-Тенна
- Монте-Джиберто
- Монтоттоне
- Понцано-ді-Фермо
- Рапаньяно